# WALK TOWARDS THE FUTURE〜JUN SKY WALKER(S) BEST〜
『WALK TOWARDS THE FUTURE〜JUN SKY WALKER(S) BEST〜』（ウォーク・トゥワーズ・ザ・フューチャー・ジュン･スカイ・ウォーカーズ・ベスト）は、JUN SKY WALKER(S)の4作目のベスト・アルバム。2003年5月21日に発売された。

## 概要
- トリビュート・アルバム『WALK TOWARDS THE FUTURE 〜JUN SKY WALKER(S) TRIBUTE〜』と同時発売。収録曲・曲順共に共通している（「BAD」は除く）。両作共、ジャケットデザインは村上隆が担当。デザインはトリビュート盤と同じで色違い（本作は「緑」）である。
- 全曲リマスタリング。

## 収録曲
1. MY GENERATION
  - アルバム『全部このままで』収録。
2. すてきな夜空
  - 1stシングル、アルバム『ひとつ抱きしめて』収録
3. 全部このままで
  - アルバム『全部このままで』収録
4. 明日が来なくても
  - アルバム『ひとつ抱きしめて』収録
5. 風見鶏
  - アルバム『歩いていこう』収録
6. START
  - 4thシングル、アルバム『START』収録。
7. Let’s Go ヒバリヒルズ
  - アルバム『Let's Go Hibari-hills』収録
8. SUICIDE DAY
  - アルバム『J(S)W』収録
9. 言葉につまる
  - アルバム『J(S)W』収録。
10. JACK&BETTY
  - アルバム『全部このままで』収録
11. 声がなくなるまで
  - アルバム『ひとつ抱きしめて』収録
12. だけど一人じゃいられない
  - アルバム『全部このままで』収録
13. いつもここにいるよ
  - アルバム『全部このままで』収録
14. 白いクリスマス
  - 3rdシングル